# Château de Bouloc
Le Château de Bouloc-lez-Ceilhes est un édifice des XVIIe et XVIIIe siècles détruit en 1964. Construit sur la position d'un fort du haut Moyen Âge, son emplacement se situe aujourd'hui sous un plan d'eau de la commune de Ceilhes-et-Rocozels, dans l'Hérault.

## Historique
Vers la fin du Xe siècle ou au début du XIe siècle, le Fortiam  Bonoloco (« Fort de Bonlieu ») défend la haute vallée de l'Orb, sur le territoire de l'actuelle commune de Ceilhes-et-Rocozels. Son existence est attestée dès 1025. Il appartient aux familles seigneuriales des Alban et des Promillac.
Aux XVIIe et XVIIIe siècles, l'édifice féodal est profondément transformé par les Rosset de Rocozels devenus Rosset de Rocozels de Fleury.
Au cours de la Révolution, le dernier seigneur de Bouloc, André-Hercule-Marie-Louis de Rosset de Rocozels, duc et pair de Fleury, gagne l'étranger pour rejoindre l'armée des émigrés. Son épouse Aimée de Coigny, duchesse de Fleury, amie très proche de la reine Marie-Antoinette, est emprisonnée sous la Terreur. Décrite sous les traits de La Jeune captive par le poète André Chénier, elle est sauvée de justesse de l'échafaud par la chute de Robespierre.
Le château de Bouloc et les autres propriétés du duc sont vendues comme bien national à un fabricant de draps de Lodève, en vertu de l'application du décret de l'Assemblée législative en date 2 septembre 1792, confisquant les biens des émigrés.

## Destruction de l'édifice
En 1964, le château de Bouloc est rasé par la Compagnie nationale du Bas-Rhône lors de la mise en eau du barrage d'Avène destiné à contenir les crues de l'Orb.
Pourtant, le barrage d'Avène situé 8 kilomètres en aval, inonde seulement — à son niveau maximum de remplissage — les parties inférieures du château. Une digue de quatre mètres de hauteur est proposée pour sauvegarder cet élément du patrimoine du Languedoc. Il en est cependant décidé autrement et l'édifice disparaît pour laisser place à un plan d'eau : le Taoutas.
Les piliers du portail d'honneur érigé au XVIIIe siècle et surmontés de pots-à-feu sont démontés et transférés à Montpellier, où ils ornent aujourd'hui l'entrée du zoo de Lunaret. Une grande partie des pierres du bâtiment sont réemployées pour la construction, en 1965, du monastère orthodoxe Saint-Nicolas du hameau de la Dalmerie, situé sur la commune voisine de Joncels.
L'emplacement de l'édifice se situe désormais sous les eaux, à quelques centaines de mètres au sud-ouest du village de Ceilhes, en face de l'actuel Café du Lac et en bordure du chemin vieux dénommé aussi Peyral (départementale D902), où subsiste encore l'ancienne bergerie du château, dite « Ferme du Bâtiment ».